# Yornaning
Yornaning is een plaats in de regio Wheatbelt in West-Australië.

## Geschiedenis
Ten tijde van de Europese kolonisatie leefden de Wiilman Nyungah Aborigines in de streek. In 1869 vermeldde John Forrest de Aboriginesnaam voor een plaats in de streek, 'Yornanmunging'.
In 1889 werd de Great Southern Railway geopend. Er werd een nevenspoor voorzien, 'Watertank' genoemd, waar later Yornaning zou worden gesticht. In 1896 werd een dam aangelegd om stoomlocomotieven van water te voorzien.
In 1903/04 werd beslist de naam van het nevenspoor te veranderen in Yornaning en in 1907 werd er een dorp gesticht dat naar het nevenspoor werd vernoemd. De naam is afgeleid van de door Forrest vermelde Aboriginesplaatsnaam. Volgens sommige bronnen is de betekenis van de naam niet bekend. Volgens andere betekende Yornaning 'plaats van de vele waters'. Het dorp kreeg een postkantoor, een school, een kruidenierszaak en een spoorwegstation met verpozingsruimte. Nadat de stoomlocomotieven door diesellocomotieven werden vervangen verloor het dorp aan belang.

## Beschrijving
Yornaning maakt deel uit van het landbouwdistrict Shire of Cuballing. Het is een verzamel- en ophaalpunt voor de oogst van de graanproducenten uit de streek die bij de Co-operative Bulk Handling Group aangesloten zijn.
In 2021 telde Yornaning 49 inwoners.

## Toerisme
Het toerismekantoor voor de streek, het 'Dryandra Country Visitor Centre', is in Narrogin gevestigd. Men kan er informatie bekomen over onder meer:
- Yornaning Dam, een stuwmeer geschikt om te zwemmen, met barbecue- en picknickfaciliteiten en een 1,5 kilometer lange wandeling er rond.
- Dryandra State Forest, een van de weinig niet ontboste gebieden in de regio Wheatbelt
- Barna Mia, een dierenasiel voor de buideldieren van en in het 'Dryandra State Forest'.

## Transport
Yornaning ligt 184 kilometer ten zuidoosten van Perth, 197 kilometer ten noordoosten van Bunbury en 9 kilometer ten noorden van Cuballing, langs de Great Southern Highway.
Over de Great Southern Railway die door Yornaning loopt rijden voornamelijk graantreinen van de CBH Group.